# Susan Elderkin
Susan Elderkin (Leatherhead, 1968) è una scrittrice britannica.

## Biografia
Nata nel 1968 a Leatherhead, vive con il marito e il figlio nel Connecticut.
Dopo la laurea all'Università di Cambridge e all'Università dell'Anglia orientale, ha lavorato alcuni anni come giornalista freelance.
Dopo aver vinto una borsa di studio Wingate, ha vissuto in Arizona per raccogliere il materiale per il suo esordio, il romanzo Tramonto sulle chocolate mountains uscito nel 2000 e premiato con il Betty Trask Award.
Autrice di un altro romanzo e di due saggi di biblioterapia, ha insegnato scrittura creativa a Birkbeck e al Goldsmiths College.

## Opere principali

### Romanzi
- Tramonto sulle chocolate mountains (Sunset Over Chocolate Mountains, 2000), Milano, Mondadori, 2001 traduzione di Cristina Stella ISBN 88-04-48835-2.
- The Voices (2003)

### Saggi
- Curarsi con i libri: rimedi letterari per ogni malanno con Ella Berthoud (The Novel Cure: An A-Z of Literary Remedies), Palermo, Sellerio, 2013 traduzione di Roberto Serrai ISBN 88-389-3113-5.
- Crescere con i libri: rimedi letterari per mantenere i bambini sani, saggi e felici con Ella Berthoud  (The Story Cure: Books to Keep Kids Happy, Healthy and Wise, 2016), Palermo, Sellerio, 2017 traduzione di Roberto Serrai ISBN 978-88-389-3714-9.

## Premi e riconoscimenti
- Betty Trask Award: 2000 vincitrice con Tramonto sulle chocolate mountains